# جسم 2 (فلم)
جيسم 2 (بالإنجليزية: Jism 2) أي جسم هو فيلم هندي إثارة جنسي، تم إنتاجه في سنة 2012 وهو من إخراج بوجا بهات وبطولة ساني ليون ورانديب هودا وأرونداي سينغ.

## قصة الفيلم
الفيلم يروي قصة ضابط شرطة يقع في حب فتاة عاهرة، وثم تعمل هذه الفتاة لصالحه وثم يتعلقان ويحبان بعضهما، وثم يترك هذا الضابط الفتاة ليسافر لمكان آخر دون إخبارها فتتركه هي الأخرى وتتعلق برجل مشبوه، لكن حبيبها السابق ضابط الشرطة يعود ويراها أصبحت حبيبة ذلك الرجل، وتحتار بعدها من تختار بينهم، قصة هذا الفيلم مأخوذ من قصة فيلم إيطالي بعنوان رقصة التانغو الأخيرة في باريس الذي صدر في سنة 1976.

## وصلات خارجية
- مقالات تستعمل روابط فنية بلا صلة مع ويكي بيانات
- جيسم 2 على قاعدة بيانات الأفلام على الإنترنت
- الموقع الرسمي للفيلم